# Giuseppe Fiorello
Giuseppe Fiorello (Catània, 12 de març de 1969) és un actor de cinema i televisió italià, també conegut com Beppe Fiorello o Fiorellino. Té quatre germans i ell és el més jove dels quatre.

## Biografia
El seu germà gran és la coneguda personalitat de televisió i ràdio Rosario Fiorello, més conegut pel públic italià com a Fiorello.
La primera faena de Giuseppe va ser com a electricista en un poble turístic. El 1994, Giuseppe va començar la seua carrera en el negoci de l'entreteniment com a disc jockey a la ràdio Dee Jay d'emissió nacional, amb el nom de Fiorellino. Aquell mateix any va debutar a la televisió com a presentador del programa Karaoke de Mediaset, que també havia conduït el seu germà. Quatre anys més tard, el 1998, va debutar a la pantalla a la pel·lícula L'ultimo capodanno, dirigida per Marco Risi. Va interpretar el paper de Gaetano Malacozza. Des d'aleshores ha actuat habitualment en pel·lícules i ficció televisiva, amb nombrosos papers protagonitzats com a L'uomo sbagliato, Joe Petrosino, La vita rubata, Giuseppe Moscati, Lo scandalo della Banca Romana i Volare, en què va interpretar el cantant Domenico Modugno.
El 2023 dirigeix la pel·lícula Stranizza d'amuri.